# Amolops ailao
Amolops ailao — вид жаб родини жаб'ячих (Ranidae). Описаний у 2023 році.

## Поширення
Ендемік Китаю. Поширений в провінції Юньнань. Мешкає у горах Айлаошань у повіті Сіньпін.  

## Опис
Невелика жаба. Довжина тіла 33,0–35,1 мм у самців і 41,3 мм у самиць.